# Henri-Jean-Marie Prud’homme
Joseph-Henri-Jean-Marie Prud’homme (* 9. September 1882 in Saint-Boniface, Manitoba, Kanada; † 5. Januar 1952) war ein kanadischer Geistlicher und römisch-katholischer Bischof von Prince-Albert.

## Leben
Henri-Jean-Marie Prud’homme empfing am 9. Oktober 1904 das Sakrament der Priesterweihe.
Am 16. Juni 1921 ernannte ihn Papst Benedikt XV. zum Bischof von Prince-Albert. Der Apostolische Delegat in Kanada, Erzbischof Pietro di Maria, spendete ihm am 28. Oktober desselben Jahres die Bischofsweihe; Mitkonsekratoren waren der Erzbischof von Saint-Boniface, Arthur Béliveau, und der Apostolische Vikar von Keewatin, Ovid Charlebois OMI.
Papst Pius XI. nahm am 20. Februar 1937 das von Henri-Jean-Marie Prud’homme vorgebrachte Rücktrittsgesuch an und ernannte ihn zum Titularbischof von Saldae.